# Nuevo San Pablo
Nuevo San Pablo är en ort i Mexiko.   Den ligger i kommunen Arriaga och delstaten Chiapas, i den sydöstra delen av landet, 700 km sydost om huvudstaden Mexico City. Nuevo San Pablo ligger 63 meter över havet och antalet invånare är 251.
Terrängen runt Nuevo San Pablo är varierad. Runt Nuevo San Pablo är det ganska glesbefolkat, med 48 invånare per kvadratkilometer. Närmaste större samhälle är Arriaga, 9,4 km öster om Nuevo San Pablo. Omgivningarna runt Nuevo San Pablo är en mosaik av jordbruksmark och naturlig växtlighet.